# Napoleone Orsini (cardinale)

Stemma originario degli Orsini prima della successione Anguillara

Napoleone Orsini (Roma, 1260 circa – Avignone, 23 marzo 1342) è stato un cardinale italiano.

## Biografia
Figlio di Rinaldo Orsini, fratello di papa Niccolò III, portava il nome di un suo parente che fu miracolato fanciullo da san Domenico, il quale gli aveva restituito la vita dopo una rovinosa caduta da cavallo. 
Ordinato sacerdote nel 1285, venne nominato subito cappellano papale sotto papa Onorio IV, della famiglia Savelli. La sua ascesa continuò assai rapidamente e nel giro di tre anni, nel 1288, venne creato cardinale diacono da papa Niccolò IV con il titolo di S. Adriano al Foro. A fine del Duecento commissionò per la sepoltura del fratello la cappella di San Nicola nella basilica inferiore di Assisi.
Da Celestino V fu creato protettore dei «poveri eremiti del signor Celestino», unitamente all’"approvazione orale del proposito degli «spirituali» (frazione di frati minori dell’Italia centrale) di costituirsi in comunità religiosa autonoma e svincolata dalla disciplina dell’ordine dei frati minori".
Sotto il pontificato di Bonifacio VIII si mise in mostra per le sue doti diplomatiche e venne nominato legato pontificio a Spoleto e Ancona. Nel 1301, con un'abile mossa riuscì a riprendersi con la forza la città di Gubbio. Avversario dei Colonna, fu protagonista nella crociata promossa dal papa.
Nel 1306 fu nominato arciprete della Basilica Vaticana, carica che mantenne fino alla morte.
Nello stesso anno, in aprile, fu nuovamente nominato legato pontificio, con ampi poteri in tutta Italia. Primo scopo della legazione: imporsi alle fazioni e pacificare Bologna, Forlì e la Romagna in genere. A Bologna occorreva trovare un accordo tra le due famiglie, quella dei Geremei e quella dei Lambertazzi, che si contendevano il dominio della città. In marzo il casato dei Geremei (Guelfi "puri") aveva sconfitto i Lambertazzi (che avevano governato la città con la compiacenza dei ghibellini) ed aveva preso il potere. A Forlì bisognava riportare la calma dopo il ferimento e la cacciata del rettore pontificio Rinaldo da Concorezzo da parte dei seguaci di Scarpetta Ordelaffi nel 1302. I ghibellini Ordelaffi, infatti, morto Maghinardo Pagani l'anno successivo, stavano ormai sbaragliando la resistenza delle famiglie avversarie e stavano per riprendere il controllo della città.
Fin dalle prime decisioni, però, Orsini fu tacciato di non essere super partes, ma di essere dalla parte dei ghibellini (ad esempio, fu accusato di manovrare in segreto per rimettere al potere la famiglia Lambertazzi). La sera del 22 maggio 1306 la società dei Beccai diede l'assalto al palazzo vescovile, residenza del Legato. L'Orsini dovette fuggire da Bologna; dapprima si rifugiò a Imola, poi, dopo un passaggio a Faenza, si portò a Forlì.
Ad Imola e a Forlì l'Orsini era al sicuro: entrambe le città erano in mani ghibelline. Il 22 giugno, un mese dopo l'assalto del palazzo, proclamò da Imola l'interdetto su Bologna. Nel luglio 1307 Bologna chiese la pace al fine di far revocare l'interdetto; il Comune di Firenze si propose come mediatore. L'interdetto fu tolto; successivamente Napoleone Orsini ritornò nella sua città natale, Roma.
Nel frattempo, nel settembre-ottobre 1306, l'Orsini, usando il suo ampio potere sugli affari italiani, aveva preso a gestire un problema relativo alle decime del comune di Bassano, in Veneto, ricevendo in Forlì, dove aveva allora la sua curia, l'inviato dei Bassanesi. 
Nel 1318 divenne cardinale protodiacono ed in questa carica annunciò l'elezione di papa Benedetto XII al termine del conclave del 1334.
Durante la cattività avignonese, però, cambiò schieramento, avvicinandosi dapprima ai Colonna e poi non ebbe scrupolo nel testimoniare al processo postumo contro Bonifacio VIII. Attivo diplomaticamente sotto i papi Clemente V e Giovanni XXII, morì nel marzo del 1342 sotto il pontificato di Benedetto XII, ormai settantanovenne. La sua vita ecclesiastica fu lunghissima, con cinquantaquattro anni di cardinalato e con la partecipazione a ben sei conclavi.

## Ascendenza
|                                           |   |                              | Genitori           |  |  | Nonni |  |  | Bisnonni                             |  |  | Trisnonni      |  |
|                                           |   |                              |                    |  |  |       |  |  | Giovanni Orsini, signore di Vicovaro |  |  | Orso di Bobone |  |
|                                           |   |                              |                    |  |  |       |  |  | Giovanni Orsini, signore di Vicovaro |  |  | Orso di Bobone |  |
|                                           |   | Gaetana Caetani di Sermoneta |                    |  |  |       |  |  | Giovanni Orsini, signore di Vicovaro |  |  |                |  |
| Matteo Rosso Orsini, signore di Vicovaro  |   |                              |                    |  |  |       |  |  | Giovanni Orsini, signore di Vicovaro |  |  |                |  |
|                                           |   | Stefania Rossi               | …                  |  |  |       |  |  |                                      |  |  |                |  |
|                                           |   | Stefania Rossi               | …                  |  |  |       |  |  |                                      |  |  |                |  |
|                                           |   | Stefania Rossi               | Crescenzio Caetani |  |  |       |  |  |                                      |  |  |                |  |
| Rinaldo Orsini, I signore di Monterotondo |   | Stefania Rossi               |                    |  |  |       |  |  |                                      |  |  |                |  |
|                                           |   | Giovanni Caetani             | …                  |  |  |       |  |  |                                      |  |  |                |  |
|                                           |   | Giovanni Caetani             | …                  |  |  |       |  |  |                                      |  |  |                |  |
|                                           |   | Giovanni Caetani             | …                  |  |  |       |  |  |                                      |  |  |                |  |
| Perna Caetani                             |   | Giovanni Caetani             |                    |  |  |       |  |  |                                      |  |  |                |  |
|                                           |   | …                            | …                  |  |  |       |  |  |                                      |  |  |                |  |
|                                           |   | …                            | …                  |  |  |       |  |  |                                      |  |  |                |  |
|                                           |   | …                            | …                  |  |  |       |  |  |                                      |  |  |                |  |
| Napoleone Orsini                          |   | …                            |                    |  |  |       |  |  |                                      |  |  |                |  |
|                                           | … | …                            |                    |  |  |       |  |  |                                      |  |  |                |  |
|                                           | … | …                            |                    |  |  |       |  |  |                                      |  |  |                |  |
|                                           | … | …                            |                    |  |  |       |  |  |                                      |  |  |                |  |
| …                                         | … |                              |                    |  |  |       |  |  |                                      |  |  |                |  |
|                                           |   | …                            | …                  |  |  |       |  |  |                                      |  |  |                |  |
|                                           |   | …                            | …                  |  |  |       |  |  |                                      |  |  |                |  |
|                                           |   | …                            | …                  |  |  |       |  |  |                                      |  |  |                |  |
| Ocilenda Conti/Boveschi                   |   | …                            |                    |  |  |       |  |  |                                      |  |  |                |  |
|                                           |   | …                            | …                  |  |  |       |  |  |                                      |  |  |                |  |
|                                           |   | …                            | …                  |  |  |       |  |  |                                      |  |  |                |  |
|                                           |   | …                            | …                  |  |  |       |  |  |                                      |  |  |                |  |
| …                                         |   | …                            |                    |  |  |       |  |  |                                      |  |  |                |  |
|                                           |   | …                            | …                  |  |  |       |  |  |                                      |  |  |                |  |
|                                           |   | …                            | …                  |  |  |       |  |  |                                      |  |  |                |  |
|                                           |   | …                            | …                  |  |  |       |  |  |                                      |  |  |                |  |
|                                           |   | …                            |                    |  |  |       |  |  |                                      |  |  |                |  |